# 太虎罕同
太虎罕同（?—?），又作虎来罕同、台噶勒准根哈屯，布延巴图尔鸿台吉之妻，博硕克图的母亲，16世纪后期蒙古右翼鄂尔多斯部女首领。
“太虎”就是汉语太后，“罕同”就是蒙古语哈屯，就是夫人。万历元年（1573年），布延巴图尔鸿台吉出征瓦剌，被辉特部降人额色勒贝刺杀。太虎罕同和切尽黄台吉共同辅佐博硕克图。万历五年（1577年），博硕克图继任为济农。因为维护与明朝的通贡互市，明朝非常赞赏她。万历十五年（1587年），博硕克图率兵出河套西行，想要攻打明朝边境，他再三劝阻，博硕克图未听。最终，博硕克图兵败受伤，她的孙女被俘。太虎罕同出面谢罪于明朝，孙女被放回，博硕克图也可以从西海（青海湖）通过甘肃，返回河套，恢复通贡互市。